# Robert Zelzer
Robert Zelzer (* 1967 in Wien) ist ein österreichischer Dirigent.
Zelzer war zunächst Mitglied und Solist der Wiener Sängerknaben. Violoncello-Unterricht nahm er bei Judith Bik. Seine Matura absolvierte er am Musikgymnasium Wien. Anschließend studierte er Fagott (Konzertfach) bei Camillo Öhlberger. Danach nahm er das Studium der Schul- und Instrumentalmusik an der Musikuniversität Wien auf, das er mit dem Würdigungspreis der Republik Österreich abschloss. Seine Ausbildung zum Dirigenten absolvierte er bei Uroš Lajovic und Leopold Hager.
Später hospitierte Zelzer bei Mariss Jansons und Nikolaus Harnoncourt.
2024 wurde er als Anerkennung für seine jahrelange Aufbauarbeit zum Ehrendirigent des Orchestervereins der Gesellschaft der Musikfreunde in Wien ernannt.

## Auftritte
- 1989–1991: Dirigent des Ternitzer Kammerorchesters
- 1990–1995: Stellvertretender Chorleiter des Concentus Vocalis
- 1991–1998: Künstlerischer Leiter des Amstettner Symphonieorchesters
- 1994–2023: Chefdirigent des Orchestervereins der Gesellschaft der Musikfreunde in Wien
- 1996–2005: Chefdirigent des Landesjugendorchesters Niederösterreich
- 1998–2000: Dirigate bei der Johann-Strauß-Capelle
- 1998: Gastdirigent des Oberösterreichischen Landesjugendorchesters
- 1999/2000: Gastdirigent des Orchestra da Camera di Siena
- 2004: Dirigent des Royal Philharmonic Vienna (China-Tournee)
- 2010: Leitung einer Produktion der Fledermaus in Japan mit dem Musiktheater Schönbrunn